# Енилин, Николай Аристархович
Енилин Николай Аристархович Род. 26.8.1939, с. Рунга Буинского района Татарской АССР (ныне Республика Татарстан) — художник-живописец, педагог. Член Союза художников СССР (1975), Союза чувашских художников (1993).

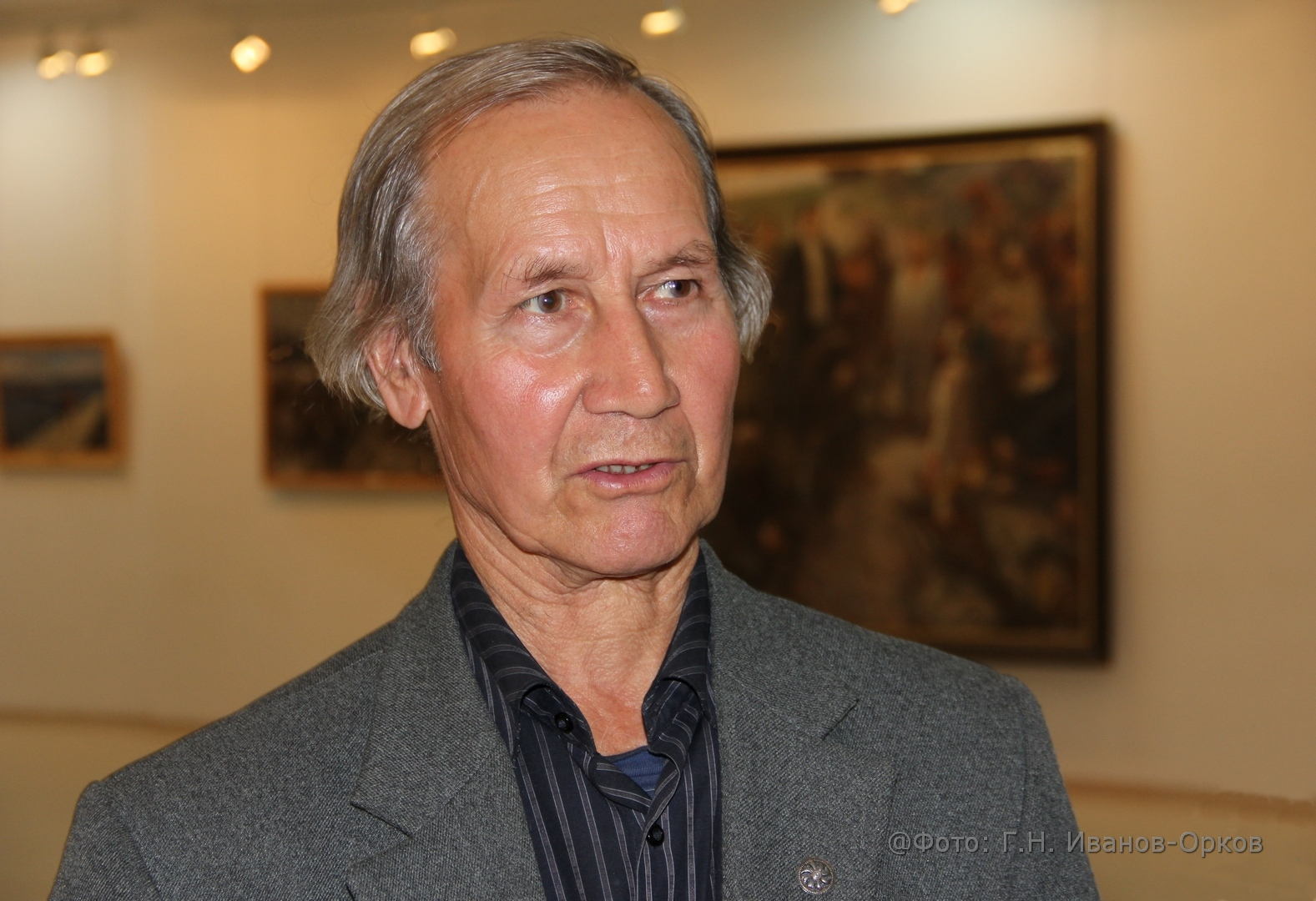
Николай Енилин, народный художник Чувашской Республики

## Биография
Закончил художественно-графический факультет Чувашского государственного педагогического института им. И. Я. Яковлева (1970).
В 1975—1980 был преподавателем Чебоксарской детской художественной школы № 2. В 1975—1980 работал преподавателем, директором Чебоксарской детской художественной школы № 5. В 1970—1975 преподавал на художественно-графическом факультете Чувашского государственного педагогического института им. И. Я. Яковлева, являлся доцентом кафедры живописи. 

## Творчество
С первых лет творческого пути художник работал над новым образом национального пейзажа. При этом он опирался гл. обр., на впечатления от природного ландшафта приволжских районов Чувашской Республики - с холмистым рельефом, речками, небольшими лесными массивами. 
В 1980-1990-х уделяет внимание портретному жанру, работает над образами деятелей национальной культуры. Главной чертой его живописного творчества становится обращение к философско-эпическому пейзажу. Его картины отличаются лаконичностью композиции, тонкостью цветовой палитры, сдержанным использованием этнографических деталей, предметов традиционного костюма.  Персонажи, включенные в композицию картин, чаще представлены в ритмичном чередовании, взаимосвязи и статике. Их позы, повороты, движения рук и цвет одежд направлены на создание мелодичного настроения, соответствующего духу традиционного сознания родного народа.       

## Основные произведения
Произведения Н.А. Енилина хранятся и экспонируются в музеях Чувашской Республики: Чувашском государственном художественном музее, Чувашском национальном музее. 
- Плодородие. 1973. Х., м. 153,5х99. ЧГХМ
- Земля. 1973-1974 гг. Х., м. 125х171. ЧГХМ
- Поющие ивы (Композитор Ю. Кудаков). 1979 г. Х., м. 160 х 122. ЧГХМ.
- Автопортрет с шубырем. 1978-1979 гг. Х., м. 142х160. ЧГХМ.
- Весенний приезд. Поэт Валем Ахун. 1986-1987. Х., м. 143х121. ЧГХМ
- Воспоминания.
- Мой край.
- Плодородие.
- Там, где матери водили хороводы.
- Там, где витают души
- Во мне без слов поэзия живет,
- Матери ждут
- Ожидание

## Основные выставки
Персональная выставка к 60-летию. Чувашский государственный художественный музей. С 26.08.1999.  
Персональная выставка «Юратнӑ тӑван ҫӗршывӑм» (Моя любимая Родина) к 80-летию. Чувашский государственный художественный музей. 2019.  
Чувашский национальный музей

## Звания и награды
- Заслуженный художник Чувашской АССР,

- Народный художник Чувашской Республики (2010).
- Лауреат национальной премии им. Василия Митты